# Мора (Бежа)
Мо́ра (порт. Moura; МФА: [ˈmo.ɾɐ]) — муніципалітет і місто в Португалії, в окрузі Бежа. Розташований у південно-східній частині країни, на теренах історичної португальської провінції Алентежу. Належить до Безької діоцезії Католицької церкви в Португалії. Права міського самоврядування має з 1295 року. Поділяється на 5 парафій. За адміністративним поділом, чинним до 1976 року, був складовою провінції Нижнє Алентежу. Площа муніципалітету — 958,46 км², населення муніципалітету — 15167 ос. (2011); густота населення — 15,82 осіб/км²
. Патрон — Діва Марія. Святковий день муніципалітету — 24 червня. Поштовий індекс — 7860.  Код місцевої адміністративної одиниці — 0210. Складова статистичного регіону Алентежу.

## Географія
Мора розташована на південному сході Португалії, на північному сході округу Бежа, на португальсько-іспанському кордоні.
Місто розташоване на річці Арділа поблизу впадання її в річку Гвадіана, за 38 км на північний схід від міста Бежа.
Відстань до Лісабона — 160 км, до Бежі — 38 км.
Мора межує на північному сході — з муніципалітетом Моран, на сході — з муніципалітетом Барранкуш, на південному сході й півдні — з Іспанією, на південному заході — з муніципалітетом Серпа, на заході — з муніципалітетом Відігейра, на північному заході — з муніципалітетами Портел і Регенгуш-де-Монсараш.

## Історія
1267 року, за умовами Бадахоського договору між Португальським королівством та Кастильською Короною, Мора визнавалась володінням останньої.
4 березня 1283 року кастильський король Альфонсо X передав своїй доньці Беатрисі, португальській королеві, замок і містечко Мора.
1295 року в ході португальсько-кастильскої війни Мору здобули війська португальського короля Дініша. Того ж року він надав їй форал, яким визнав за поселенням статус містечка та муніципальні самоврядні права. 1297 року Мору було визнано португальським за умовами Альканісеського договору між Португалією та Кастилією.

## Населення
| Кількість мешканців | Кількість мешканців | Кількість мешканців | Кількість мешканців | Кількість мешканців | Кількість мешканців | Кількість мешканців | Кількість мешканців | Кількість мешканців | Кількість мешканців | Кількість мешканців | Кількість мешканців | Кількість мешканців | Кількість мешканців | Кількість мешканців | Кількість мешканців |
| ------------------- | ------------------- | ------------------- | ------------------- | ------------------- | ------------------- | ------------------- | ------------------- | ------------------- | ------------------- | ------------------- | ------------------- | ------------------- | ------------------- | ------------------- | ------------------- |
| 1864                | 1878                | 1890                | 1900                | 1911                | 1920                | 1930                | 1940                | 1950                | 1960                | 1970                | 1981                | 1991                | 2001                | 2011                |                     |
| 13 727              | 15 241              | 16 367              | 17 417              | 20 528              | 21 276              | 23 753              | 27 582              | 30 584              | 29 106              | 21 342              | 19 772              | 17 549              | 16 590              | 15 167              |                     |

## Парафії
- Амарележа
- Повуа-де-Сан-Мігел
- Сафара
- Санту-Агоштіню
- Санту-Алейшу-да-Рештаурасан
- Санту-Амадор
- Сан-Жуан-Батішта
- Собрал-да-Адіса